# 琉球文化
琉球文化是是琉球群島（日本鹿兒島縣奄美群島和沖繩縣）的土著琉球人的文化，琉球人的文化不是一個統一的實體，不同的島嶼有自己獨特的亞文化和習俗。

## 音樂

琉球音樂的進化樹

琉球群島有許多獨有的音樂，其中很多在日本本土是找不到的。流傳最廣的是以太鼓和三線伴奏的舞蹈哎薩。每個島群之間的音樂文化也存在很大差異，例如除了與論島和沖永良部島，哎薩在奄美群島的大部分地區都沒有普及。奄美群島也有自己版本的三線，無論是材質還是聲音都不同，主要為奄美群島獨有的民謠島唄伴奏。時至今日傳統的琉球音樂在琉球群島仍然佔有重要地位，通過將民間音樂與現代樂器和技術相結合也創造了新的流派。

## 語言

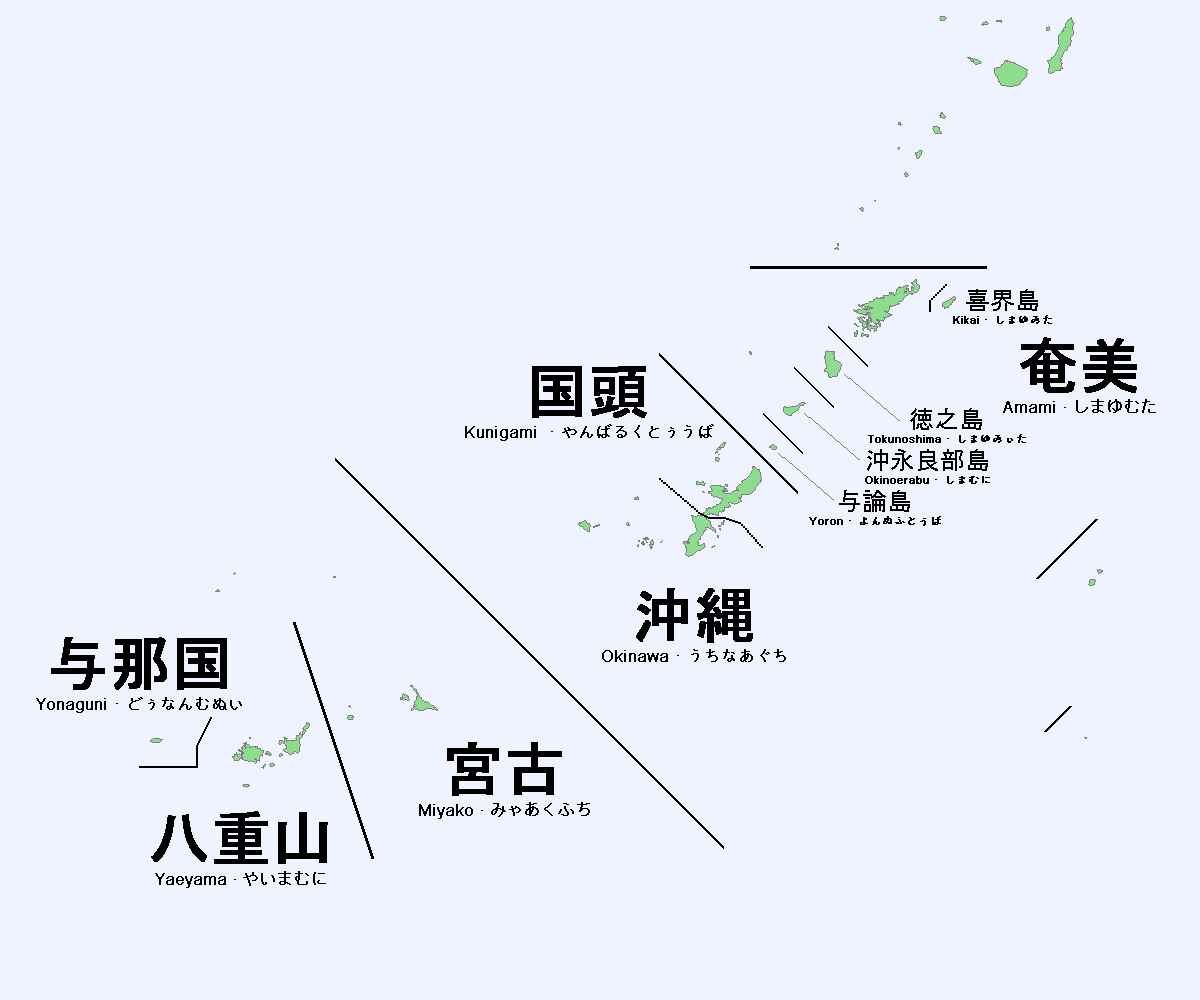
琉球語言地圖

傳統上，琉球人講琉球語，嚴格來講共有六種琉球語：沖繩語、國頭語、宮古語、八重山語、與那國語和奄美語，它們與日語無法互通，大部分情況下也無法相互理解。
當彌生人從東亞大陸遷移到日本列島時，他們很可能帶來了原始日語。從2世紀開始，彌生人開始遷入琉球群島。雖然確切的時間框架未知，但原始日本語在公元第一個千年期間分裂為古日語和原始琉球語。甚至在彌生人到達琉球群島之前，原始琉球語就已經作為與原始日本語不同的實體分道揚鑣了。
琉球王國獨立時，人民廣泛使用琉球語。然而在琉球被併入日本帝國後，由於同化政策，琉球語的使用逐步下降。大正時期說琉球語而不是標準日語的學生被迫佩戴方言札。二戰期間，對琉球語的歧視加劇，數以千計的琉球語使用者被懷疑是間諜而被殺，因為日本士兵無法理解他們的語言。
即使在沖繩戰役之後進入美國占領時期，琉球語言也繼續衰落。今天，琉球語主要在老年人中存在，大多數年輕的琉球人只講日語。由於標準日語和琉球母語之間的語言混合，琉球群島出現了新的日語變體沖繩日語，在奄美群島它被稱為奄美日語。
2009年，聯合國教科文組織將琉球語言納入其地圖集，八重山語和與那國語被列為“重大危險”，而其他四個琉球語被列為“危險”。

## 飲食

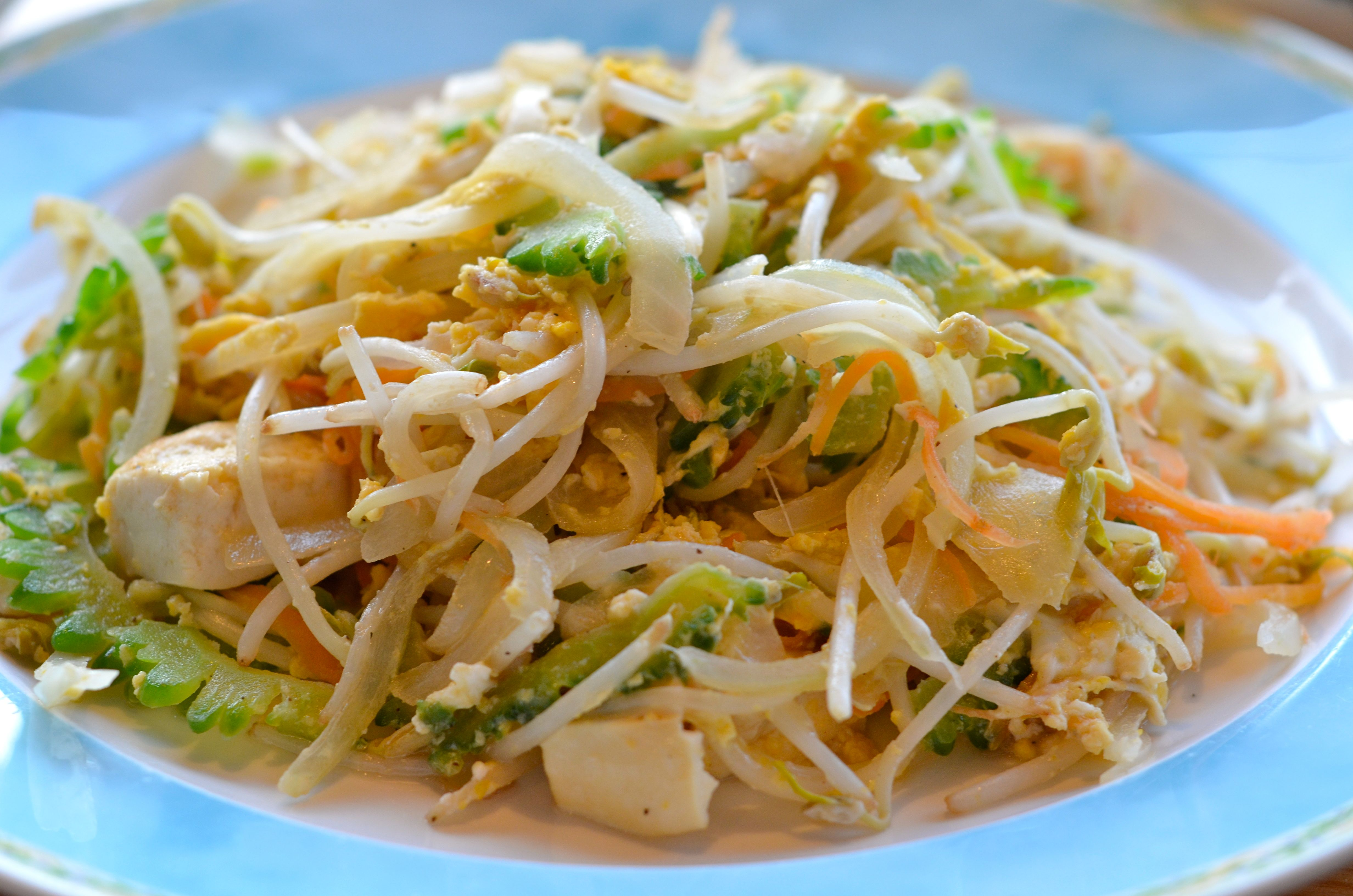
苦瓜杂炒

琉球群島的飲食是多種多樣的，在琉球王國時期因貿易而受到其他地區飲食的影響。美國的軍事存在也增加了西方的飲食傳統。受歡迎的菜餚例如琉球雜炒和奄美雞飯。琉球群島歷史上的主食是紅薯。
由於優先考慮碳水化合物而不是卡路里，傳統的琉球料理因其健康益處而受到國際關注。與日本本土相比，沖繩人成為百歲老人的可能性高出40%。然而由於快餐的引入，沖繩縣的整體預期壽命有所下降，失去了平均壽命排名第一的位置，沖繩男性現在在日本平均預期壽命最高的47個都道府縣中排名第26位。

## 宗教

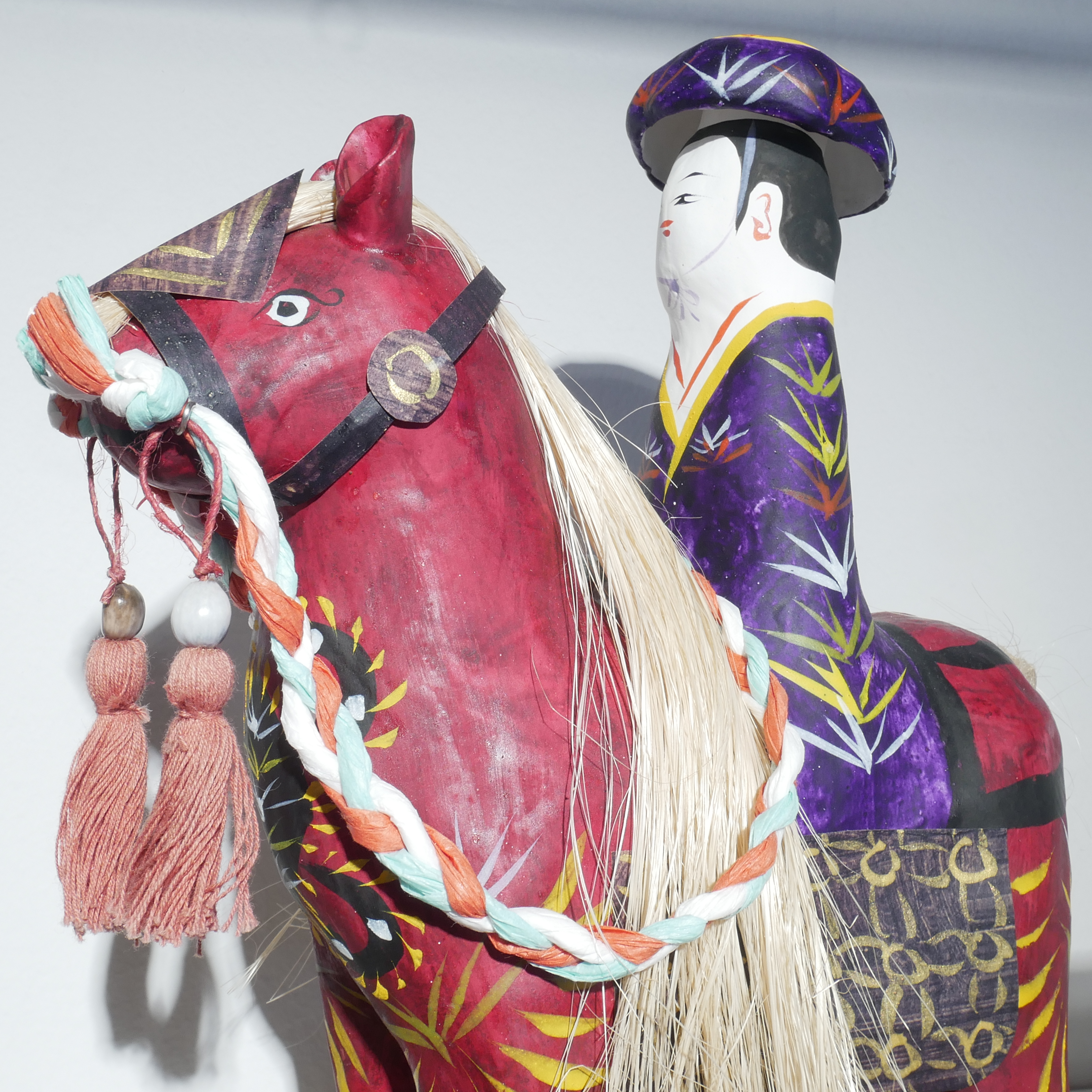
豐永盛人所製琉球張子（欽欽馬）

琉球群島的傳統信仰被稱為琉球神道，這是一種受神道教和佛教影響的萬物有靈信仰，主要圍繞神靈和祖先崇拜進行不同的儀式。這些儀式通常由女性進行，因為人們認為她們在精神上比男性更強大。這可以反映在琉球王國的等級制度中，女祭司在那裡擁有相當大的權力。
在琉球神話中，琉球群島是由生了三個孩子的創造女神阿摩美久創造的，她的第一個兒子成為國王，第一個女兒成為女祭司，第三個孩子成為第一個農民，這三個孩子據說是琉球人的祖先。除了阿摩美久之外，還有許多其他的神成為琉球神道的祭祀對象。